# Школа мистецтв Колумбійського університету
Школа мистецтв Колумбійського університету (англ. Columbia University School of the Arts) — структурний підрозділ Колумбійського університету, який веде освітню діяльність в царині кінематографії, театрального та образотворчого мистецтва. У Школі мистецтв діє кіношкола, яка є однією з провідних у світ.

## Розташування
Школа мистецтв розташована у кварталі Морнінґсайд-Гайтс, район Верхній Вест-Сайд, Нью-Йорк.

## Історія
Заснована у 1948 році.

## Відомі випускники
- Мілош Форман — кінорежисер, сценарист
- Лариса Кондрацька — кінорежисерка, сценаристка, продюсерка
- Кетрін Біґелоу — кінорежисерка, сценаристка
- Ліза Холоденко — кінорежисерка, продюсерка
- Джеймс Менголд — кінорежисер, сценарист
- Джей Расселл — кінорежисер, сценарист, продюсер
- Джеймс Ребгорн — актор
- Енсон Маунт — актор
- Стефан Дабнер — письменник, журналіст
- Кіран Десаї — письменниця
- Керен Рассел — письменниця
- Тан Дун — композитор
- Лорі Андерсон — композиторка
- Кара Вокер — художниця
- Джеймс Франко — кінорежисер, актор, сценарист, продюсер
- Річард Корлісс — кінокритик
- П. Дж. Пеше — письменник, реежисер